# Алмало
Алмало (кум. Алмалы юрт) — село в Кумторкалинском районе Дагестана.
Образует муниципальное образование село Алмало со статусом сельского поселения как единственный населённый пункт в его составе.

## Географическое положение
Расположено в 26 км к северо-западу от города Махачкала, в селе станция Алмало Северо-кавказской железной дороги.
В 1,5 км (по прямой), в месте пересечения канала имени Октябрьской революции с автомобильной дорогой «трасса Кавказ — Алмало», находился упразднённый населённый пункт Будка КОРа.

## История
Начало селу положило строительство в 1897 году одноимённой станции. Первоначально на станции жили в основном русские, после землетрясения 1970 года в село переселяют кумыков из разрушенных сел района.

## Население
| 1926  | 1939  | 1970  | 1989  | 2002  | 2010  | 2012  |
| ----- | ----- | ----- | ----- | ----- | ----- | ----- |
| 43    | ↗89   | ↗634  | ↗916  | ↗1222 | ↗1619 | ↘1606 |
| 2013  | 2014  | 2015  | 2016  | 2017  | 2018  | 2019  |
| ↘1600 | ↗1601 | →1601 | ↗1623 | ↘1608 | ↗1618 | ↘1611 |
| 2020  | 2021  | 2023  | 2024  | 2025  |       |       |
| ↗1625 | ↘1621 | ↘1619 | ↘1616 | ↗1623 |       |       |

Национальный состав
По данным Всероссийской переписи населения 2021 года: 
| №        | Национальность | Численность, чел. | Доля    |
| -------- | -------------- | ----------------- | ------- |
| 1        | кумыки         | 1 147             | 70,75 % |
| 1.000001 | не указавшие   | 150               | 9,25 %  |
| 1.000002 | прочие         | 3                 | 0,18 %  |
| 1.000003 | всего          | 1621              | 100 %   |

## Транспорт
С федеральной автотрассы Кавказ на Алмало идёт региональная автодорога.